# Contea di Yunan
La contea di Yunan (郁南县S, Yùnán XiànP) è una contea della Cina, situata nella provincia del Guangdong e amministrata dalla prefettura di Yunfu.